# Gyurme Namgyal (desi)
Gyurme Namgyal (18e eeuw - Lhasa, 11 november 1750) was regent van Tibet van 1747 tot 1750. Hij volgde zijn vader Pholhanas op die een groot deel van de macht naar zich had toegetrokken, waardoor Namgyal als diens opvolger ook als een koning over Tibet regeerde. In 1750 werd hij door de Mantsjoe-Chinese ambans Fucin en Labdon vermoord. Na zijn dood nam de zevende dalai lama de macht over binnen een nieuw ingericht Chinees protectoraat Tibet, dat formeel meer dan anderhalve eeuw als zodanig bleef voortbestaan.

## Opvolging van Pholhanas
Gyurme Namgyal was de tweede zoon van de Tibetaanse heerser Pholhanas, die Tibet regeerde van 1729 tot 1747.
Als natuurlijke opvolger van Pholhanas was aanvankelijk alleen diens oudste zoon Gyurme Yeshe Tseten ('gyur med ye shes tshe brtan) in beeld die in 1729 het bestuur van Ngari (West-Tibet) van zijn vader overgedragen had gekregen. Naast zijn bestuurlijke ervaring had Tseten grote militaire ervaring opgedaan tijdens de burgeroorlog van 1727-28.
Tijdens de jaren 1840 verslechterde zijn gezondheid echter zodanig, dat Pholhanas hem voor zijn opvolging uitsloot. Daarbij liet Tseten een levensbeschouwing zien die zijn vader als beproefd militair blijkbaar niet beviel. Hoewel hij met twee vrouwen was getrouwd en meerdere kinderen had, droeg hij meestal het traditionele gele, bordeauxrode habijt dat boeddhistische lama's dragen en onderhield hij nauwe betrekkingen met boeddhistische geestelijken.
Zijn jongere broer Namgyal daarentegen was commandant in het Tibetaans leger, voerde een afdeling van de cavalerie van meerdere duizenden Mongolen en trad naar buiten als een edele die gewend was aan het uitoefenen van macht. Nadat Pholhanas gekozen had voor Namgyal als zijn opvolger, volgde diens bevestiging door de Chinees keizer Qianlong op 28 januari 1746.

## Begin van zijn regering en conflict met zijn oudere broer

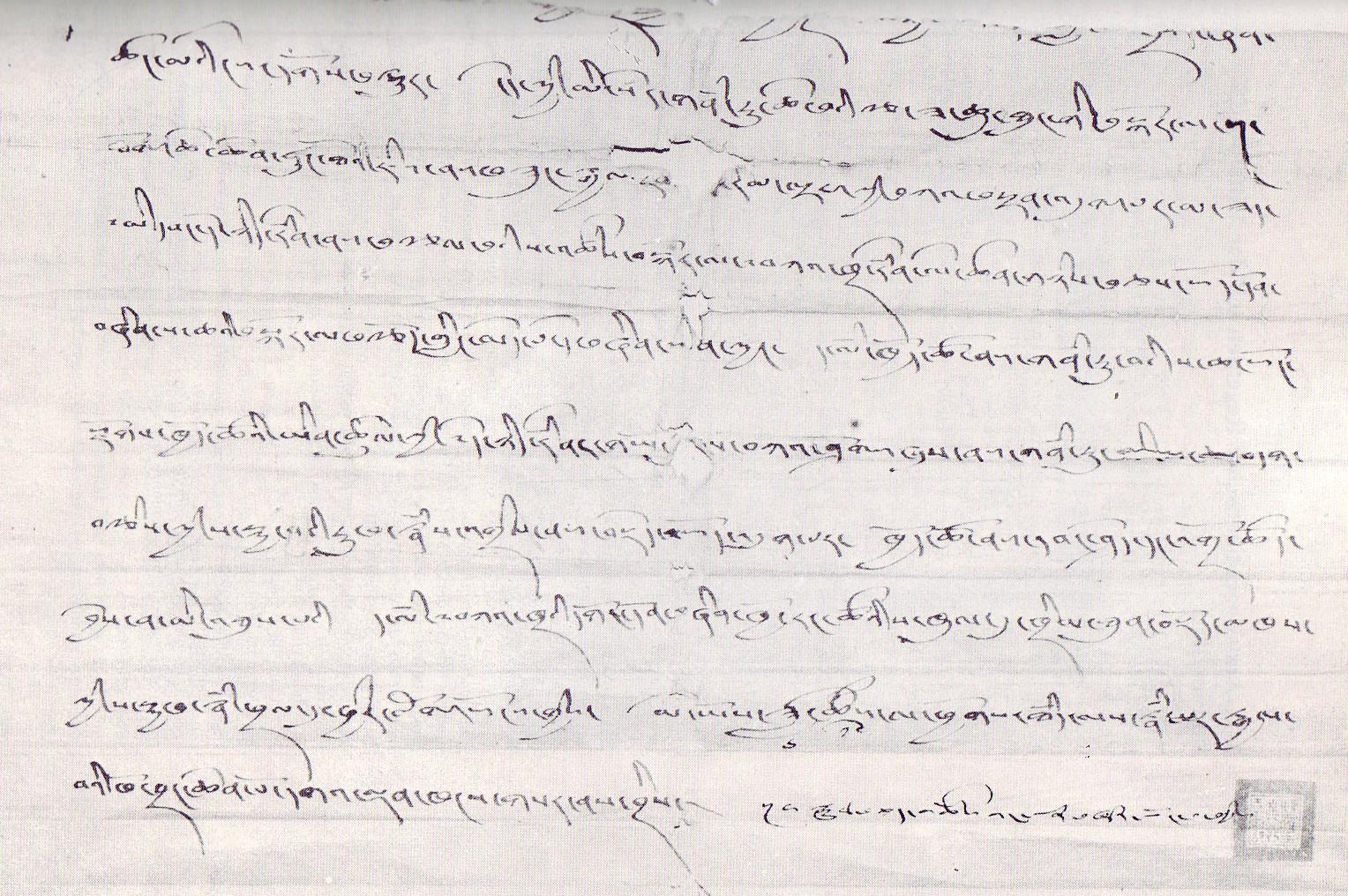
Heerseroorkonde van Gyurme Namgyal uit 1747

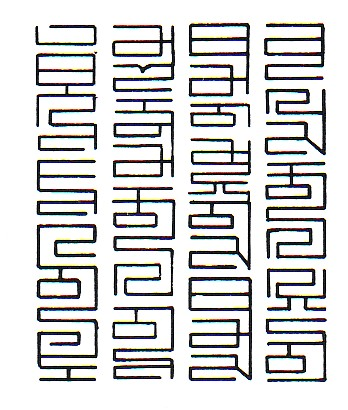
Reconstructie van de ambtszegel van Gyurme Namgyal in Phagspa-schrift

Na de dood van Pholhanas op 12 maart 1747 verliep de overname van de macht door Namgyal probleemloos. De nieuwe heerser nam het kabinet van zijn vader over, met daarin onder meer minister Gashi Pandita Gonpo Ngodrub Rabten (tib.: dga' bzhi pandita mgon po dngos grub rab brtan), een neef van Khangchenne.
De regering van Namgyal werd aan het begin overschaduwd door zijn poging om zijn oudere broer Tseten uit de weg te ruimen die nog in Ngari aan het roer stond. In 1748 ontwikkelde hij het plan zijn leger naar West-Tibet te sturen en zijn broer vast te laten nemen. Dit plan strandde echter op de vastbesloten tegenstand van zijn ministerraad.
Vervolgens beschuldigde hij zijn broer tegenover de Chinese keizer van het onderdrukken van de kloosters in Ngari, het plunderen van handelaren en het saboteren van handelswegen naar Centraal-Tibet. Toen het Chinese keizerlijk hof hier voor zijn doen niet op gepaste manier op reageerde, stuurde hij een memorandum waarin hij zijn broer beschuldigde met 700 soldaten een stad te hebben ingenomen op de grens met de provincie Tsang.
Toen Tseten op 25 januari 1750 plotseling overleed, verbreidde Namgyal het bericht dat zijn broer aan zijn ziekte was overleden en nu kostbare dodenrituelen voor de gestorvenen liet doorvoeren. Na de moord op Namgyal zelf door de twee Chinese ambans, verbreidden de Chinezen de bewering dat Namgyal zijn broer had laten vermoorden.
Het conflict met zijn broer speelde zich af tegen een achtergrond van enerzijds een pro-Chinese militaire macht in het westen (Ngari) en een in toenemende mate zich loskoppelend Centraal-Tibet waarin Namgyal op een wijze opereerde die door de Chinese vertegenwoordiging in Lhasa als problematisch werd gezien.
Direct na de dood van zijn broer ondernam Namgyal concrete voorbereidingen om op te treden tegen de ambans.

## Conflict met het Chinese gezag
Metterdaad werd de politiek van Namgyal door een principiële anti-Chinese instelling bepaald. Het was zijn politieke doelstelling een eind te maken aan het Chinese gezag in Tibet.
In 1748 overreedde hij de Chinese keizer gewiekst het Chinese garnizoen in Lhasa van 500 te reduceren naar 100 man. Dit betekende in relatie tot een Tibetaans beroepsleger van 25.000, die overigens over het gehele Tibetaanse Hoogland verspreid was, dat de Chinese ambans in Lhasa praktisch weerloos waren.
Rond 1747-48 stond de Chinese keizer onbedachtzaam een missie van de Dzjoengaren naar Tibet toe. De missie kwam eind januari 1748 aan in Lhasa en werd feestelijk ontvangen. De contacten die Namgyal toen maakte, leidden ertoe dat hij briefwisselingen met Dzjoengarije kon voeren en de Dzjoengaren opriep over Ladakh op te trekken naar Tibet.
Op 19 juli 1750 bereikte de ambans in Lhasa het bericht over de voorbereidingen van Namgyal om 1500 man van het Tibetaanse leger uit Kongpo met 49 ladingen munitie naar Lhasa te laten komen en te stationeren. Kort erna trok Namgyal in Tsang 2000 man reguliere troepen onder zijn bevel samen. In november 1750 gaf hij de instructie het gebruik van het Tibetaanse postwezen door de Chinezen te onderbreken, zodat de ambans geen berichtenverkeer naar China hadden.

## Moord op Gyurme Namgyal door de ambans
Tegelijkertijd begaf Gyurme Namgyal zich naar Lhasa. Hij wist klaarblijkelijk niet dat zijn plannen intussen door Tibetanen aan de ambans waren verklapt. De ambans die terecht om hun leven vreesden nodigden hem in hun residentie uit onder het voorwendsel een conferentie te willen houden.
De beide ambans vroegen de onder begeleiding aangekomen Namgyal om een persoonlijk gesprek in een afzonderlijke kamer. Hier overstelpte Fucin hem met wilde beschuldigingen. Voordat Namgyal kon antwoorden, klemde hij zijn armen om hem heen terwijl Labdon hem met een zwaard doorboorde.
De in de voorkamer wachtende begeleiders van Namgyal werden daarna neergesabeld. Alleen Lobsang Trashi (blo bzang bkra shis), een hofmeester van Namgyal, kon door een sprong uit het venster zijn leven redden. Hij ontketende vervolgens een kortdurende opstand tegen de Chinezen, waarin Fucing, Labdon, 51 militairen en 77 Chinese burgers in Lhasa de dood vonden.